# Otto Brunfels

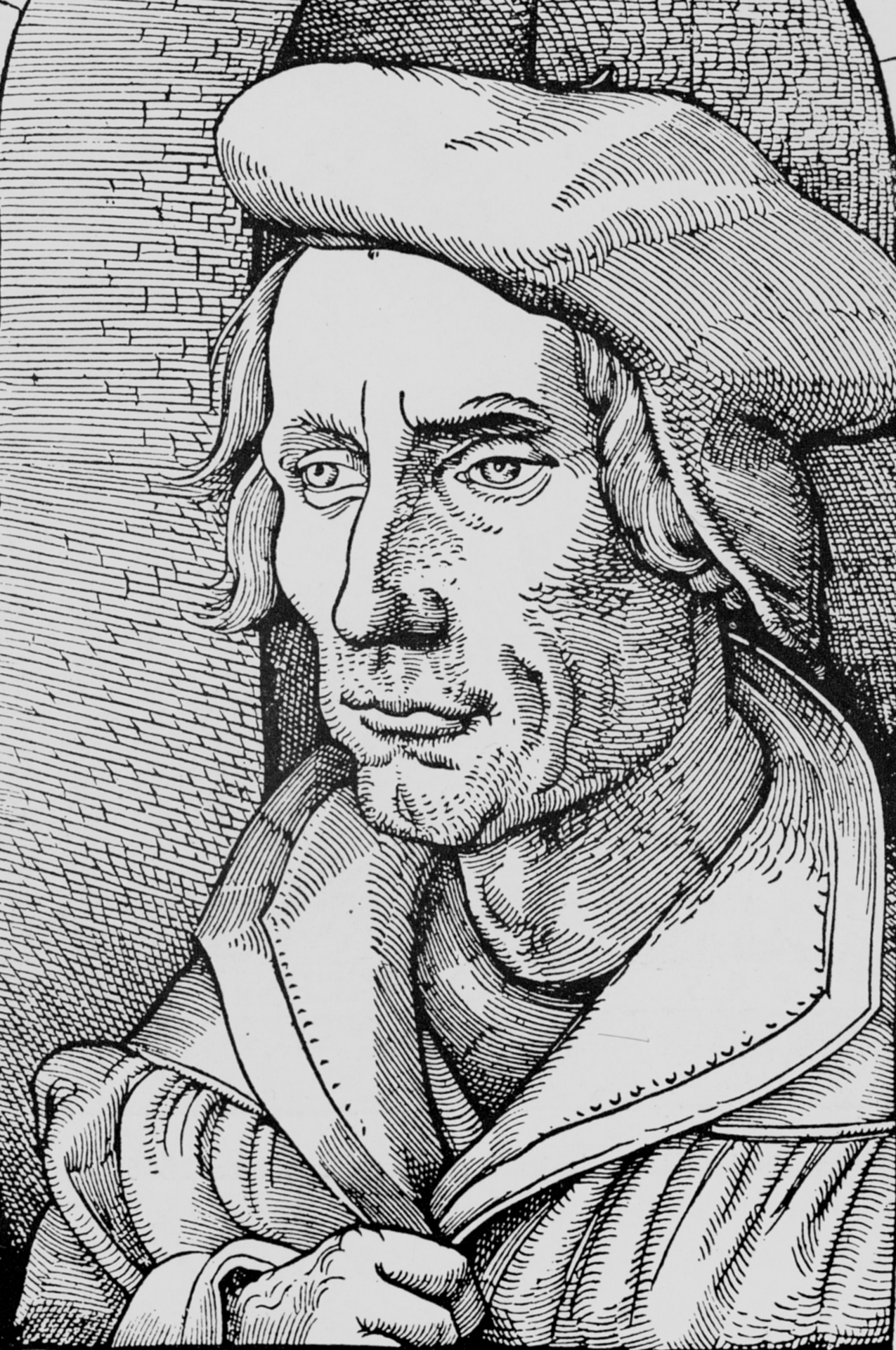
Otto Brunfels

Otto Brunfels (oder Otho Brunfels, auch Brunsfels oder Braunfels) (* 1488 in Mainz; † 23. November 1534 in Bern, Schweiz) war ein deutscher Theologe, Humanist, Arzt und Botaniker. Sein offizielles botanisches Autorenkürzel lautet „Brunfels“. Zusammen mit Hieronymus Bock und Leonhart Fuchs zählt er zu den „Vätern der Botanik“.

## Leben und Wirken
Brunfels studierte zunächst Theologie und Philosophie an der Universität Mainz, erlangte 1508/1509 dort den Grad eines Magister artium, trat in das Kartäuserkloster Mainz ein und siedelte später in die Kartause zu Königshofen bei Straßburg über, wo er im Jahr 1514 die Priesterweihe empfing. Von Straßburg aus nahm er mit dem Rechtsgelehrten Nikolaus Gerbel Kontakt auf und lernte ihn 1519 persönlich kennen. Dieser wies ihn auf die Heilkraft von Pflanzen hin und bestimmte damit den weiteren Weg von Brunfels als Botaniker.
Beeinflusst von der oberrheinischen Reformation floh Brunfels aus dem Kloster, trat zum Protestantismus über (er wurde unter anderem von Franz von Sickingen und Ulrich von Hutten unterstützt) und wurde 1521 auf Betreiben des Frankfurter Dekans Johannes Indagine Pfarrer in Steinau an der Straße. Anschließend wirkte er als Pfarrer in Neuenburg am Rhein. Danach stand er acht Jahre einer Schule des Karmeliterordens in Straßburg vor und erwarb Ostern 1524 auch das Straßburger Bürgerrecht.
Das von der Universität Löwen 1550 auf Befehl des Kaisers ausgestellte Verzeichnis der Hauptketzer enthält den Namen von Brunfels an erster Stelle.
In einer Schrift verteidigte Brunfels Ulrich von Hutten gegen Erasmus von Rotterdam und gab nachgelassene Schriften von Johannes Hus heraus. Brunfels’ Werk Catalogi virorum illustrium von 1527 gilt als erstes Geschichtsbuch der evangelischen Kirche. Nach Huttens Tod neigte er mehr den Prinzipien einer altevangelischen Brüdergemeinde zu und kam dadurch in Konflikte mit Martin Luther und Ulrich Zwingli. Brunfels studierte dann Medizin an der Universität Basel, wo er 1530 den Doktorgrad erwarb. 1532 wurde er als Stadtarzt nach Bern berufen, wo er bis zu seinem Lebensende blieb.
Brunfels veröffentlichte neben seinen zahlreichen theologischen Werken Schriften zur Pädagogik, zur arabischen Sprache, Arzneimittellehre und Botanik, außerdem ließ er ein Manuskript über die Anwendung der Astrologie auf die Medizin drucken. Michael Herr aus Speyer hatte 1526 in Wien eine Vorlesung bei Georg Tannstetter gehört. Seine Mitschrift gab er Brunfels, der sie 1531 in Straßburg unter dem Titel Artificium de applicatione Astrologiae ad Medicinam drucken ließ. Ein (mit Straßburg, 1. März 1531 datierter) Brief von Brunfels ist als Einleitung vorangestellt. Darin zeigt Brunfels eine starke astrologische Überzeugung: Die Astrologie sei die Lehrmeisterin der Medizin, und jene Ärzte, die ohne Astrologie arbeiten, wollten alles auf Zufall aufbauen.
Er beobachtete Pflanzen selbst und beschrieb sie aus eigener Anschauung. So ließ er in seinen Schriften Herbarum vivae eicones (1530, 1532 und 1536, drei Teile) und Contrafayt Kreüterbuch (1532 und 1537, zwei Teile) die von ihm selbst gefundenen einheimischen Pflanzen in Holz schneiden und unter die Abbildungen die deutschen Namen setzen. Brunfels Kräuterbücher wurden ab 1530 von Hans Weiditz illustriert.
1930 entdeckte Walther Rytz im Berner Botanischen Institut Pflanzenaquarelle, die er Weiditz zuschreiben konnte. Sie waren 1529 angefertigt worden und dienten als Vorlagen für die Holzschnitte in Brunfels Kräuterbüchern.

## Ehrungen
Charles Plumier benannte ihm zu Ehren die Gattung Brunfelsia der Pflanzenfamilie der Nachtschattengewächse (Solanaceae). Carl von Linné übernahm später diesen Namen.  Auch die Pflanzengattung Brunfelsiopsis Urb. aus der Familie der Nachtschattengewächse (Solanaceae) wurde ihm zu Ehren benannt.

## Schriften (Auswahl)

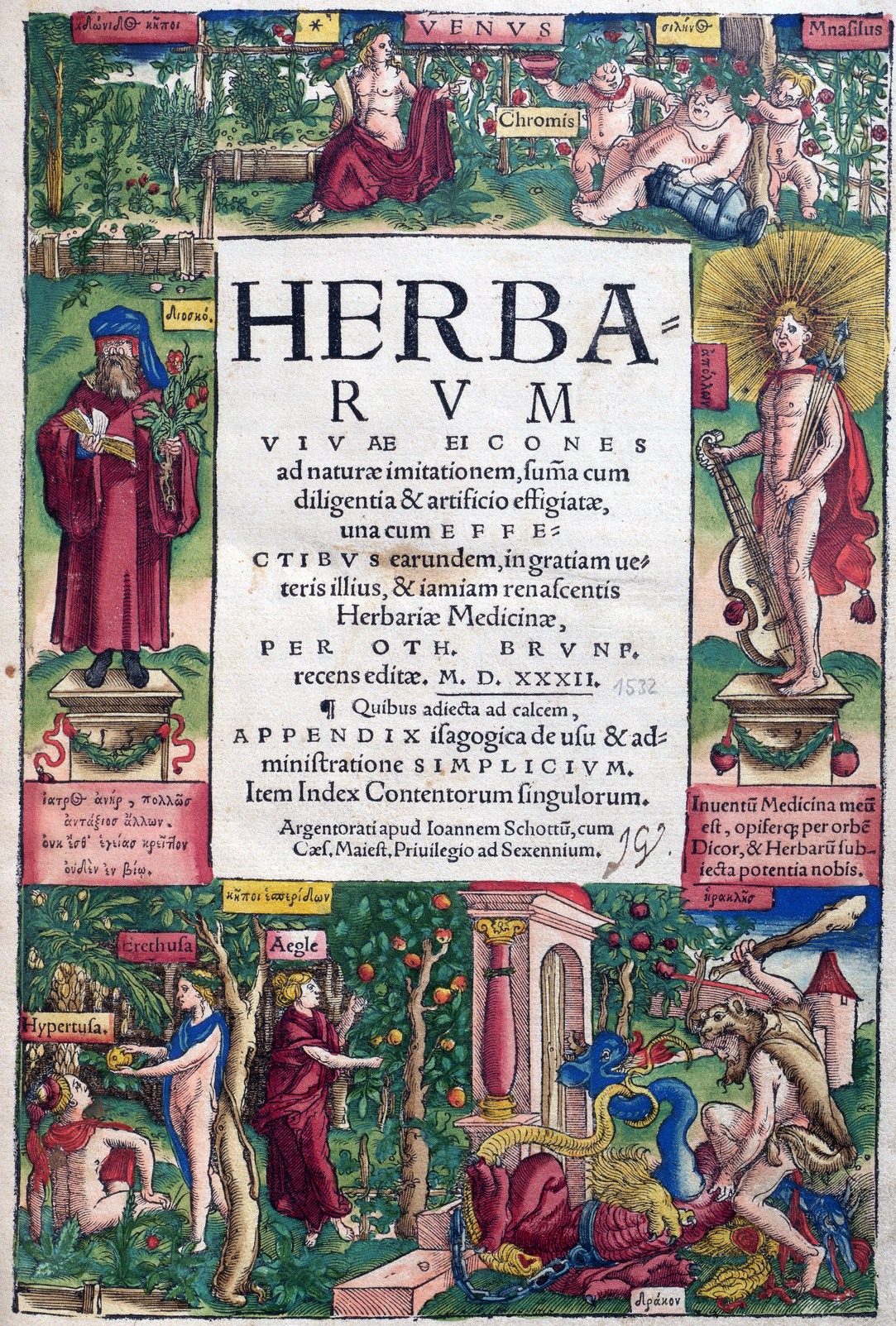
Titelseite von Herbarum vivae eicones 2. Ausgabe, 1532

- Von der Zucht und Underweisung der Kinder. (lateinische Erstausgabe: Straßburg 1519).
- Othonis Brunfelsii Pro Ulricho Hutteno defuncto ad Erasmi Roter. Spongiam Responsio. (1523)
- Processus consistorialis Martyrii Io. Huss. (1524); dt.: Geistl. Bluthandel Iohannis Hussz zu Constenz (1524 oder 1525)
- Catalogi virorum illustrium veteris et novi testamenti. (1527)
- Catechesis puerorum in fide, in literis et in moribus. (1529, Erziehungsratgeber)
- Herbarum vivae eicones. 3 Bände, Hans Schott, Straßburg, 1. Auflage 1530–1536.
  - I 1530 (Digitalisat)
  - II 1532 (Digitalisat), Digitalisat und Volltext im Deutschen Textarchiv
  - III 1536 (Digitalisat)
  - deutsche Bearbeitung: Contrafayt Kreüterbůch […]. 2 Teile, Basel (1532–1537) Hans Schott, Straßburg 1532 (Digitalisat) 1537 (Digitalisat)
- Catalogus illustrium medicorum seu de primis medicinae scriptoribus. (1530)
- Iatron medicamentorum simplicium. (1533)
- ONOMAΣTIKON medicinae : ... ex optimis, probatissimis, & vetustissimis autoribus, cum Graecis, tum Latinis, opus recens, nuper multa lectione Othonis Brunfelsij ... congesta ... dediderunt ; Praescriptis Operi Tabulis nominum anatomie & egritudinum totius corporis humani. Johann Schott, Straßburg 1534 (Digitalisat)
- Reformation der Apotecken … W. Riel, Straßburg 1536 (Digitalisat) – zusammen mit Hans Eles.
- Epitome medices, summam totius medicinae complectens. (1540)
- In Dioscoridis historiam plantarum certissima adaptatio. Hans Schott, Straßburg 1543 (Digitalisat).
- Von allerhandt apotheckischen Confectionen, Lattwergen, Oel, Pillulen, Träncken, Trociscen, Zucker scheiblein, Salben unnd Pflastern etc : wie, wenn und warzu man jeses brauchen soll / ein kurtzer Bericht D. Otthonis Brunnfelsij. Gülfferich, Franckfurt a.M 1552 (Digitalisat)